# バッド・レピュテイション〜悪名
『バッド・レピュテイション〜悪名』（原題：Bad Reputation）は、アイルランド出身のハードロック・バンド、シン・リジィが1977年に発表した8作目のアルバム。

## 解説
バンドが不安定な状況で制作された作品で、大半の楽曲では、ギター・パートはスコット・ゴーハム1人のオーバー・ダビングにより録音された。ブライアン・ロバートソンは、クレジットによれば3曲にしか参加しておらず、ジャケットもロバートソンを除いた3人の写真が使用された。
全英アルバムチャートでは4位に達し、バンドにとって2度目のトップ10入りを果たした。本作からのシングル「ダンシング・イン・ザ・ムーンライト」は、全英14位に達した。

## 収録曲
特記なき楽曲はフィル・ライノット作。
1. ソルジャー・オブ・フォーチュン - "Soldier of Fortune" - 5:18
2. バッド・レピュテイション - "Bad Reputation" (Brian Downey, Scott Gorham, Phil Lynott) - 3:09
3. オピウム・トレイル - "Opium Trail" (B. Downey, S. Gorham, P. Lynott) - 3:58
4. サウスバウンド - "Southbound" - 4:27
5. ダンシング・イン・ザ・ムーンライト - "Dancing in the Moonlight (It's Caught Me in Its Spotlight)" - 3:26
6. 理由なき暗殺者 - "Killer Without a Cause" (S. Gorham, P. Lynott) - 3:33
7. ダウンタウン・サンダウン - "Downtown Sundown" - 4:08
8. 性悪女 - "That Woman's Gonna Break Your Heart" - 3:25
9. ディア・ロード - "Dear Lord" (S. Gorham, P. Lynott) - 4:26

2011年 エクスパンデッド・エディション ボーナストラック
1. 理由なき暗殺者（BBCセッション1977年8月1日）- "Killer Without a Cause" (BBC Session 1 August 1977) - 3:42
2. バッド・レピュテイション～悪名（BBCセッション1977年8月1日）- "Bad Reputation" (BBC Session 1 August 1977) - 2:48
3. 性悪女（BBCセッション1977年8月1日）- "That Woman's Gonna Break Your Heart" (BBC Session 1 August 1977) - 3:27
4. ダンシング・イン・ザ・ムーンライト（BBCセッション1977年8月1日）- "Dancing in the Moonlight (It's Caught Me in Its Spotlight)" (BBC Session 1 August 1977) - 3:21
5. ダウンタウン・サンダウン（BBCセッション1977年8月1日）- "Downtown Sundown" (BBC Session 1 August 1977) - 3:53
6. ミー・アンド・ザ・ボーイズ（サウンドチェック / ユニバーサル・モニター・ミックス）- "Me and the Boys" (soundcheck - Universal monitor mixes) (Downey, Gorham, Lynott, Brian Robertson) - 4:17

## カヴァー
- バッド・レピュテイション
  - ジョン・ノーラム - ライヴEP『Live in Stockholm』（1990年）の日本盤ボーナス・トラックとして、ライヴ音源を収録。
- オピウム・トレイル
  - ジョン・ノーラム - 『Face the Truth』（1992年）に収録。
- ダンシング・イン・ザ・ムーンライト
  - スマッシング・パンプキンズ - 1993年6月30日にカヴァーを録音しており、シングル「Disarm」（1994年）の一部のエディションに収録[5]。

## 参加ミュージシャン
- フィル・ライノット - ボーカル、ベース、ハーモニカ
- スコット・ゴーハム - ギター
- ブライアン・ロバートソン - ギター(on 3. 6. 8.)
- ブライアン・ダウニー - ドラムス、パーカッション

ゲスト・ミュージシャン
- ジョン・ヘリウェル（スーパートランプ） - サックス
- メリー・ヴィスコンティ - バッキング・ボーカル